# Derechos territoriales de los indígenas australianos
Los derechos territoriales de los indígenas australianos es el retorno de tierras a indígenas australianos por la Mancomunidad, estado o gobiernos de territorio de Australia basándose en el reconocimiento de la disposesión.
Diferentes tipos de leyes de derechos de la tierra existen en Australia, teniendo en cuenta la propiedad renovada de tierras a los originarios australianos [indígenas] en diversas condiciones. Esquemas de derechos de la tierra pueden hallarse en el Territorio del Norte, Queensland, Nueva Gales del Sur, Australia del Sur, Victoria y Tasmania. Los títulos de tierra pueden reconocer interés tradicional en la tierra y proteger aquellos intereses para darles la propiedad legal de aquella tierra a los pueblos originarios.

Según el Tribunal Nacional de Títulos Nativos:
Acertados reclamos de derechos a la tierra habitualmente resultan de una subvención especial de títulos de propiedad absoluta o arrendamiento perpetuo. Así, se emiten documentos de título de la tierra. El título se otorga normalmente hacia una comunidad o una organización, no a individuos. Por lo general hay algunas restricciones sobre la venta, y hacer frente a, tierra que ha sido concedida en un reclamo derechos sobre la tierra. Normalmente, la tierra se transmite a las generaciones futuras de una manera que reconoce la conexión tradicional de la comunidad a ese país.

## Fondo
El paso de la legislación sobre los derechos de tierra originaria en Australia estuvo precedida por un número de protestas de originarios importantes, incluyendo la Huelga de 1946 de Stockmen, la 1963 Yolngu Corteza Petition, y la 1966 Wave Hill Paseo-Fuera, así como las Tierras Originarias Trust Act 1966 (SA), el cual estableció las Tierras Originarias australianas del Sur. Aun así, no fue hasta los 1970s, cuándo los originarios australianos (con los Torres Strait Islanders) fueron más activos políticamente, surgiendo un movimiento potente para el reconocimiento de derechos de la tierra originaria. 
En 1971, el Juez Richard Blackburn del Tribunal Supremo del Territorio del Norte falló contra el Yolngu en Milirrpum v Nabalco Pty Ltd (el "caso Gove de derechos de la tierra") bajo el principio de terra nullius. Aun así, el Juez Blackburn hizo reconocer el uso ritual y económico de los demandantes de la tierra y que tenían un sistema establecido de la ley (Madayin). De este modo, esto era el primer caso legal significativo para Derechos de Tierra Aborigen en Australia.
En el despertar de Milirrpum, la Comisión de Derechos de Tierra Aborigen (también sabido como el "Woodward Comisión Real") fue establecida en el Territorio del Norte en 1973. Esa Comisión Real, presidida por el Juez Woodward, hizo un número de recomendaciones a favor de reconocer los Derechos de Tierra de los Originarios. Tomando muchas de esas recomendaciones, el gobierno de Whitlam de Trabajo introdujo Derechos de Tierra Originarios al Parlamento; pero, al caer el gobierno en 1975. Y, ganar un gobierno conservador, dirigido por Malcolm Fraser, reintrodujeron una Ley, aunque no del mismo contenido, que la promulgó el Gobernador-General de Australia el 16 de diciembre de 1976. 
El Acta de Derechos de Tierra Originaria 1976 estableció la base de qué personas originarias en el Territorio del Norte podrían reclamar derechos de tierra basados en ocupación tradicional. El estatuto, el primero de los actos de derechos de tierra originaria, importante porque permitió una reclamación del título, si los demandantes podrían proporcionar evidencia de su asociación tradicional con la tierra.
El Acta de Derechos de Tierra Originaria 1976 estableció un procedimiento que transfirió casi 50 % de tierra en el Territorio del Norte (alrededor 600 000 km²) a colectivos Indígenas propietarios. El subsiguiente Anangu Pitjantjatjara Yankunytjatjara Acto de Derechos de la Tierra 1981 tuvo un efecto similar en Australia del Sur.
En 1981, el Premier australiano del Sur David Tonkin retornó 102,650 km² de tierra (10,2 % del área de tierra del estado) a personas de Pitjantjara Yankunytjatjara. La legislación de derechos de la tierra la introdujo por el Premier Don Dunstan en noviembre de 1978, varios meses con anterioridad a su dimisión de Parlamento. Siguió una ley enmendada, siguiendo a consultas extensas, fue aprobado por el Gobierno Liberal de Tonkin. En 1984 el Premier John Bannon, de legislación de trabajo regresó tierras al Maralinga Tjarutja.  La legislación se proclamó en enero de 1985 y estuvo seguido por una ceremonia en el desierto atendido por el líder Maralinga Tjarutja Archie Barton, John Bannon y el ministro de Asuntos Originarios Greg Crafter. En mayo de 2004, siguiendo el paso de legislación especial, el Premier Mike Rann entregó 21.000 km² de tierras al Maralinga Tjarutja y Pila Nguru.  La tierra, 1000 km al noroeste de Adelaida y se apoya en el borde oeste de Australia, fue entonces llamado Parque de la protección Sin nombre;.hoy conocido como Mamumgari Parque de Conservación. Incluye los lagos Serpentine y fue el regreso de tierra más grande desde 1984. En el 2004, el Premier Rann dijo que el regreso de tierra cumple una promesa hecha a Archie Barton en 1991 cuándo era Ministro de Asuntos Originarios después de pasar la legislación para regresar las tierras que incluyen las áreas sagradas Ooldea (también incluye el sitio de campamento de misión Daisy Bates) al Maralinga Tjarutja. Las tierras Maralinga Tjarutja son ahora de 102.863 km².
Paul Coe, en Coe v Commonwealth (1979), intentó infructuosamente para traer acción de clase en nombre de todos los originarios que reclaman todo de Australia.
En 1995 la Corporación de Tierras Indígenas fue establecida por el Gobierno Federal para asistir a los indígenas australianos para adquirir tierra y dirigir la sostenibilidad de la tierra, y en una manera que proporciona beneficios económicos, cultural, social, y ambientales para ellos y generaciones futuras. La Corporación se financia por un pago anual de los retornos de inversión del Gobierno australiano originaria y Torres Strait Islander Land Account.